# Nataliya Tymoshkina
Nataliya Leonidivna Tymoshkina-Sherstyuk (em ucraniano:Наталія Леонідівна Тимошкіна-Шерстюк: Leznik, 25 de maio de 1952) é uma ex-handebolista soviética, atuava como goleira, bicampeã olímpica.

## Carreira
Ela fez parte da geração soviética campeã duas primeiras Olimpíadas do handebol feminino, em Montreal 1976, com um total de 10 jogos.